# Dauksze (rejon wileński)
Dauksze (lit. Daukšiai) – wieś na Litwie, w okręgu wileńskim, w rejonie wileńskim, w gminie Sużany, nad Jeziorem Grzybiańskim.

## Historia
Pod zaborami wieś; w II Rzeczypospolitej wieś i zaścianek. W XIX i w początkach XX w. położone były w Rosji, w guberni wileńskiej, w powiecie wileńskim. Po I wojnie światowej pod administracją polską, w Zarządzie Cywilnym Ziem Wschodnich. W latach 1920–1922 w składzie Litwy Środkowej.
Od 11 kwietnia 1922 leżały w Polsce, w województwie wileńskim, w powiecie wileńsko-trockim, w gminie Niemenczyn. W 1931 miejscowość liczyła:
- wieś – 116 mieszkańców, zamieszkałych w 17 budynkach,
- zaścianek – 4 mieszkańców, zamieszkałych w 1 budynku[3].

Po II wojnie światowej w granicach Związku Sowieckiego. Od 1991 na niepodległej Litwie.

## Ludzie związani z miejscowością
- Bronisław Kulesza – rolnik z Daukszów, poseł na Sejm Litwy Środkowej oraz na Sejm Ustawodawczy